# Bodvaj
Bodvaj egykori területe Magyarhermány közelében Kovászna megyében, Románia területén található (Google Maps). A település elsősorban arról nevezetes, hogy Gábor Áron itt öntötte a háromszéki önvédelmi harc első ágyúit az 1848-49-es szabadságharc idején.
Bodvaj természeti környezete egyedülálló: 1981-ben medvét, hiúzt, a borvizes Fenyves-patak partján rejtett életű fekete gólyát figyelhetett meg az óvatos szemlélő. A kohó közelében nagy hozamú és kiváló minőségű borvízforrások törnek fel, és folynak bele a Fenyős-patakba. Kilométernyi távolságra a vashámortól fával kirakott parányi fürdőmedence volt egykor "Elek apó feredéje".

## Bodvaj története
A bodvaji vastermelés kezdeti ideje nem ismeretes, a kisbaconi határ Györgykovács nevű részéről való emlékezés a legrégibb támpont. Benedek Elek írta: "Ez a neve annak az erdőrésznek, ahol nekünk is, másnak is a legtöbb erdei kaszálója van. Györgykovács mellett van Bodvaj nevű vasbánya, mely sok száz esztendővel ezelőtt egy György nevű kovácsé volt: az ő nevét örökíté meg egy több száz holdas terület." Az általunk ismert, működését 1831-ben megkezdett bodvaji üzemet az örmény származású gyergyószentmiklósi Zakariás Antal létesítette.
A Bodvajba telepedett idegen munkások számára Zakariás 1852-ben a gyár feletti kis lapályon kőkápolnát építtetett a gyár védszentje, Szent Antal tiszteletére. Egyházi szolgálatra a baróti katolikus pap járt fel, kántor helyben lakott. Minden évben Szent Antal napját (június 13) követő vasárnap búcsújárást tartottak a környékről és Csíkból összegyűlt nép részvételével. Ekkor már a telep egész kis faluvá épült, volt malma, mészárszéke, italmérése. Szoros kapcsolatban álltak a hermányi néppel, itt szerezték be a különféle háztartási dolgokat, háziszőttes szükségleteiket. A telepen 1875-ben 21 lakóház volt.
Bodvajon a bányászást 1897 őszén hagyták abba, de a kihozott ércből még 1905 tavaszáig dolgoztak. Abban az évben mindenki elköltözött, de 1919-ig még egy telepőr vigyázta a területet. Az első világháborút követően a jogutód román állam illetékes szervei figyelmen kívül hagyták Bodvajt, részükről az 1920-1945. évek közt senki még helynézni sem járt ott. A második világháború után azonban megkezdték a bánya és kohó helyreállítását, és újra megindult a termelés Bodvajon. A bányászást 1951 márciusában beszüntették azon indokkal, hogy az érc kifogyott. A jelentésre két mérnököt küldtek ki, ezek a hermányi bányászok elmondása szerint semmi érdemleges vizsgálatot nem tartottak.
Végül 1954. április 1-jén kialudt a tűz a kemencében, a gépeket és a felszerelést átvitték a Száldoboson épített olvasztóhoz, közhírré tették, hogy Bodvajban az épületek eladók.

## Bodvaj ma

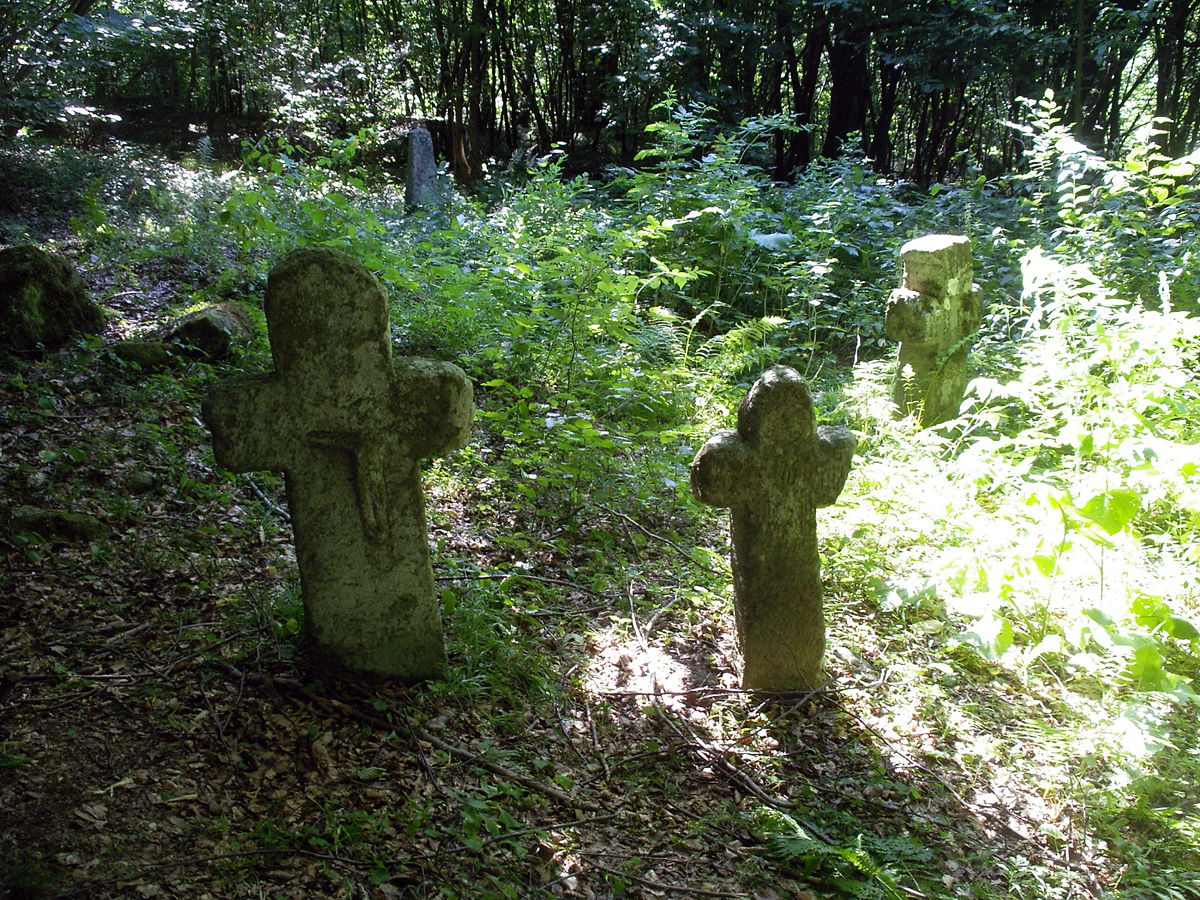
A bodvaji "erdei" temető

A Fenyves-patak völgyében, a patak mentén egy jól karbantartott erdészeti út visz végig, melynek középső szakaszán található a gyártelep megmaradt része, a felújított kohó.
A telep egykori helyén jelenleg csak felújított kohó látható. Emellett nagy szerencsével az egyik környező hegyoldalon megtalálható még Bodvaj egykori temetőjének néhány sírköve, de ezt a térképek nem jelzik. A sírkövek egy részén még olvasható egy-egy név, egy-egy rövid felirat, de a telep egykori lakóival együtt ezek is lassan eltűnnek.